# Джеладин бег Тетовски
Джеладин бег (на албански: Xheladin Beu) е албански феодал от Македония, полусамостоятелен управител на Тетовския пашалък в средата на XIX век.

## Биография
Роден е в Тетово, тогава в Османската империя. Син е на феодала Реджеп паша Тетовски от християнката Миляна, сестра на войводата Михаил, оглавил въстание в Гнилянско и приел исляма под името Мохамед.
След убийството на брат си Абдурахман паша го наследява като управител на Тетово. Управлението му е тежко за населението, което започва да се бунтува. Едновременно с това избухват и бунтове на местните албанци срещу засилващата се централна власт. В 1843 година въстават албанците в Скопска Църна гора. Управителят на Абдурахман и Джеладин в Гостивар Дервиш Цара през есента на 1843 година оглавява въстание в Гостивар. Цара настъпва към Тетово и Джеладин бег бяга в Скопие. Въстанието е разбито от правителствени части, начело с Хайредин паша и Исмаил паша. Тетово е превзет от дебърския феодал, противник на Дервиш Цара, Дели бег. Дели бег управлява града до идването на Хайредин и Исмаил, които ликвидират Тетовския пашалък и образуват мюдюрлук, начело с каймакамин.